# James Compton (3e comte de Northampton)
James Compton (19 août 1622-15 décembre 1681) est un militaire et un homme politique anglais, titré 3e comte de Northampton.

## Biographie
Il est le fils aîné de Spencer Compton (2e comte de Northampton) et de Mary Beaumont. Il siège en tant que député du Warwickshire de 1640 à 1642. L'année suivante, son père est tué à la bataille de Hopton Heath et il lui succède dans le comté. Comme son père, il est un ardent royaliste et pendant la Première révolution anglaise commande son régiment de cavalerie à la Première bataille de Newbury en 1643. Il est également Lord Lieutenant du Warwickshire entre 1660 et 1681 et Connétable de la Tour de Londres de 1675 à 1679.
Il épouse d'abord Isabella, fille de Richard Sackville (3e comte de Dorset) et d'Anne Clifford, en 1647. Il se remarie ensuite avec Mary, fille de Baptiste Noel (3e vicomte Campden). Le troisième fils de son deuxième mariage, Spencer, devient un homme politique éminent et est Premier ministre de Grande-Bretagne de 1742 à 1743. En 1730, Spencer est créé comte de Wilmington.
Lord Northampton est mort en décembre 1681, à l'âge de 59 ans, et son fils aîné, George, lui succède.